# Ernst Habermas
Ernst Habermas (* 30. August 1891 in Oberrahmede; † 1972) war ein deutscher Unternehmer.

## Leben
Habermas war Sohn des Theologen Friedrich Habermas. Er studierte Deutsch, Englisch, Geschichte und Philosophie an der Rheinischen Friedrich-Wilhelms-Universität Bonn und absolvierte 1914 das Staatsexamen. Seit 1910 gehörte er der Burschenschaft Alemannia Bonn an. Nach dem Ersten Weltkrieg studierte er Wirtschaftswissenschaften und promovierte 1925 nebenberuflich.
Bis 1921 war er Studienassessor, dann Verbandsgeschäftsführer des Oberbergischen Arbeitgeberverbandes Fachgruppe Lederwarenindustrie und Kammergeschäftsführer der Bergischen Handelskammer und der IHK Köln. Nach der Machtergreifung der Nationalsozialisten trat er zum 1. Mai 1933 der NSDAP bei (Mitgliedsnummer 2.102.565). 1942 war Major Dr. Ernst Habermas Ortskommandant von Brest im durch die Wehrmacht besetzten Frankreich. Nach seiner Heimkehr aus amerikanischer Kriegsgefangenschaft 1946 wurde er als „Mitläufer“ eingestuft, so dass er wieder als Geschäftsführer der IHK Köln wirken konnte.
Zuletzt war Habermas bis zu seinem Tode als Geschäftsführer des Verbandes der Zigarettenpapier verarbeitenden Industrie (VZI) in Gummersbach tätig.
Sein Sohn ist der Philosoph Jürgen Habermas.